# Kate Chopin
Kate Chopin, geboren Katherine O'Flaherty (St. Louis, 8 februari 1850 – St. Louis, 22 augustus 1904) was een Amerikaans schrijfster van korte verhalen en romans.

## Leven en werk
Chopin was van half-Franse komaf, kreeg een opleiding in een nonnenklooster en huwde op haar negentiende met een creool uit Louisiana. Ze vestigde zich met haar echtgenoot in New Orleans en runde daar een katoenplantage. Toen haar man in 1882 stierf keerde Chopin met haar kinderen terug naar St. Louis en begon te schrijven.
De meeste bekendheid verkreeg Chopin met een vijftigtal realistische korte streekverhalen. Kenmerkend voor haar verhalen zijn de gevoelige en scherpzinnige karakterschetsen. Stilistisch verraden ze duidelijk de invloed van Guy de Maupassant, die door Chopin sterk bewonderd werd.
Chopins beste en bekendste roman is The Awakening (1899), waarin ze de beperkingen van het huwelijk behandelt. Ze beschrijft het lot van de jonge, gevoelige Edna Pontellier, wier geestelijke en seksuele bewustwording haar tot overspel en uiteindelijk tot zelfmoord drijven. De verontwaardiging die deze roman in de kritiek opriep veroorzaakte uiteindelijk de vroegtijdige beëindiging van Chopins literaire loopbaan.
Chopin wordt tegenwoordig gezien als een belangrijke representant van de school van Amerikaanse realisten rond de eeuwwisseling en de literatuur over geëmancipeerde vrouwen.